# Patrick Janssen
Patrick Janssen (Kinshasa, 21 oktober 1984) is een Belgisch politicus uit Antwerpen namens de CD&V.

## Levensloop
Janssen werd in Kinshasa (Congo) geboren en werd drie weken na zijn geboorte geadopteerd door Annelies De Backer, dochter van voormalig CVP-minister Rika De Backer.
Bij de lokale verkiezingen van oktober 2006 stond Janssen op de zeventiende plaats van de CD&V/N-VA-lijst voor de Antwerpse gemeenteraad en op de 31ste plaats voor de Antwerpse districtsraad. In november 2007 kwam Janssen als opvolger van Anke Dumez in de Antwerpse districtsraad en zetelde hij een half jaar in de gemeenteraad van Antwerpen ter vervanging van Nahima Lanjri.
Bij de lokale verkiezingen op 14 oktober 2012 werd Patrick Janssen vanop de vijftiende plaats op de sp.a-CD&V-stadslijst verkozen voor de gemeenteraad van Antwerpen en op de vijfde plaats namens CD&V voor de provincieraad van de gelijknamige provincie. Hij werd bekend als bijna-naamgenoot van toenmalig burgemeester Patrick Janssens.